# 티샤 바브

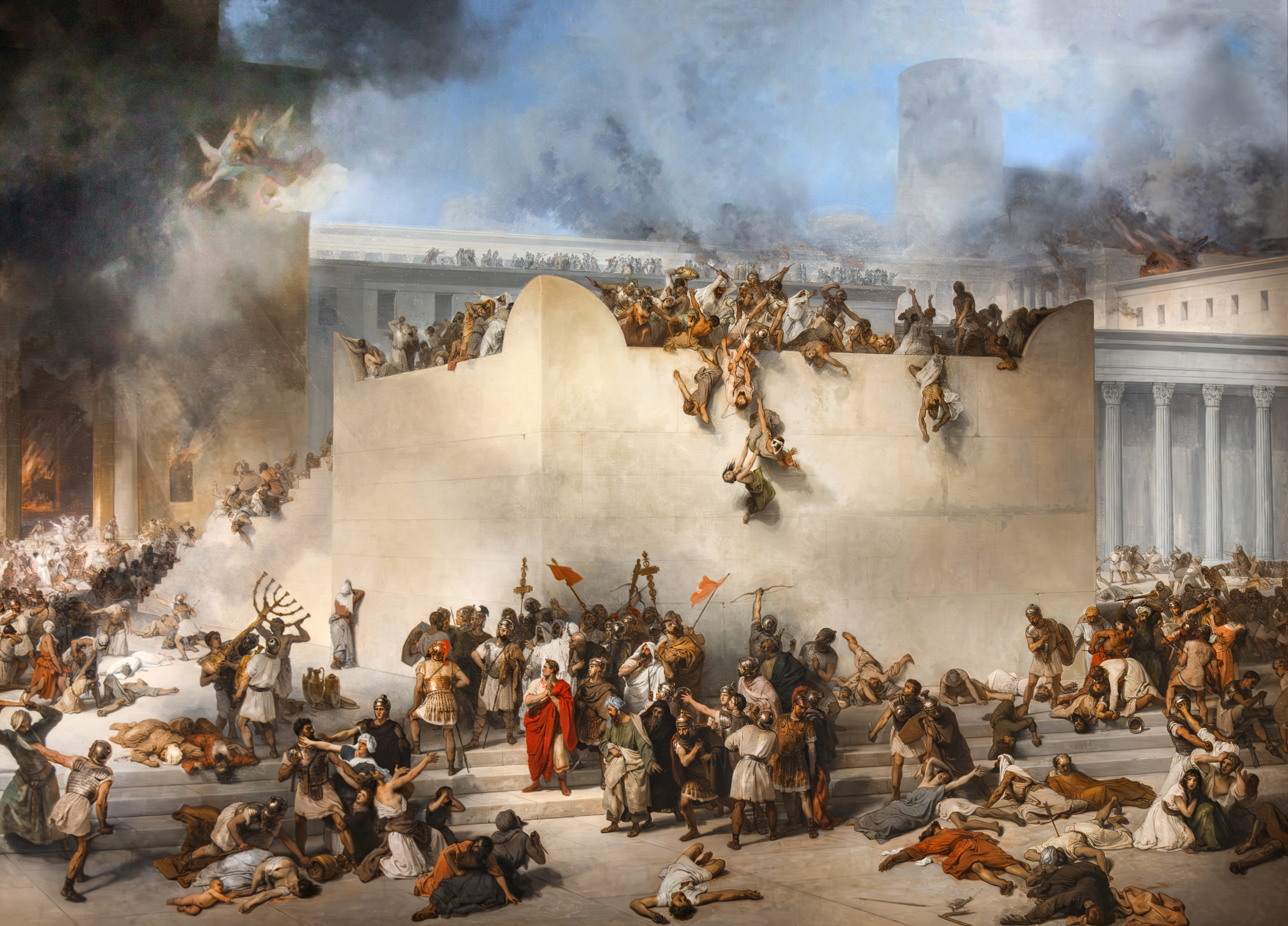

티샤 바브(Tisha B'Av, 히브리어: תִּשְׁעָת בְּאָב[a] Tīšʿā Bəʾāv; IPA: [tiʃʕa beˈʔav], '아브의 9일')은 유대교의 연례 금식일로, 유대 역사상 수많은 재난이 발생한 날이다. 주로 신바빌로니아 제국에 의해 솔로몬 성전이 파괴되고, 예루살렘에 있는 로마 제국에 의해 제2성전이 파괴되었다.
티샤 바브는 3주간의 극심한 고난의 끝을 의미하며 히브리력에서 가장 슬픈 날로 간주되어 비극이 일어날 운명의 날로 여겨진다. 티샤 바브는 그레고리력으로 7월이나 8월에 해당한다.
오늘의 준수에는 다섯 가지 금지 사항이 포함되어 있으며, 그 중 가장 주목할 만한 것은 25시간 단식이다. 예루살렘의 멸망을 애도하는 애가를 회당에서 낭독한 후, 성전과 예루살렘의 상실을 애도하는 전례 비가인 킨노트(kinnot)를 낭송한다. 이 날이 유대 민족에게 닥친 다른 주요 재난을 기억하는 날이 되면서, 일부 사람들은 로마인에 의한 10명의 순교자 살해와 같은 사건도 회상한다.

## 같이 보기
- 유대교의 절기